# Don't Shoot Me I'm Only the Piano Player
Don't Shoot Me I'm Only the Piano Player er det sjette studiealbum af den britiske sanger Elton John. Albummet indeholder to singler, "Daniel" og "Crocodile Rock", som var Elton Johns to første singler som nåede førstepladsen i både USA og Canada. Albummet nåede førstepladsen i Storbritannien på UK Singles Chart og førstepladsen i USA på Billboard 200. Albummet blev certificeret tre gange platin af Recording Industry Association of America.

## Sporliste
Alle sange er skrevet af Elton John og Bernie Taupin.
| #   | Titel                            | Længde |
| --- | -------------------------------- | ------ |
| 1.  | "Daniel"                         | 3:52   |
| 2.  | "Teacher I Need You"             | 4:10   |
| 3.  | "Elderberry Wine"                | 3:33   |
| 4.  | "Blues for Baby and Me"          | 5:42   |
| 5.  | "Midnight Creeper"               | 3:55   |
| 6.  | "Have Mercy on the Criminal"     | 5:57   |
| 7.  | "I'm Going to be a Teenage Idol" | 3:55   |
| 8.  | "Texan Love Song"                | 3:32   |
| 9.  | "Crocodile Rock"                 | 3:57   |
| 10. | "High Flying Bird"               | 4:12   |

## Musikere
- Elton John – vokal, piano, orgel, cembalo, mellotron
- Davey Johnstone – elektrisk guitar, akustisk guitar, banjo, mandolin, baggrundsvokal
- Dee Murray – basguitar, baggrundsvokal
- Nigel Olsson – trommer, maracas, baggrundsvokal

## Hitlister
| Hitliste                          | Placering |
| --------------------------------- | --------- |
| Australien (Kent Music Report)    | 1         |
| Canada (RPM Albums Chart)         | 1         |
| Nederlandene (MegaCharts)         | 2         |
| Finland (Suomen virallinen lista) | 2         |
| Italien (Hit Parade Italia)       | 1         |
| Japan (Oricon)                    | 4         |
| Norge (VG-lista)                  | 1         |
| Spanien (PROMUSICAE)              | 3         |
| Storbritannien (UK Albums Chart)  | 1         |
| USA (Billboard 200)               | 1         |
| Tyskland (Media Control Charts)   | 16        |